# Acanthamoeba
Acanthamoeba – rodzaj ameb należących do gromady Discosea wchodzącej w skład supergrupy Amoebozoa.
Są to pełzaki pierwotnie wolno żyjące, które w sprzyjających warunkach mogą być fakultatywnymi pasożytami zwierząt w tym człowieka. Gatunki należące do rodziny Acanthamoebidae występują powszechnie w glebie, powietrzu, wodach słodkich i słonych, ściekach, bieżącej wodzie wodociągowej, a stwierdzono je również w gorących piaskach pustynnych i chlorowanej wodzie basenowej.
Powodują one chorobę pasożytniczą zwaną akantamebozą (Acanthamoebosis). Może ona występować w postaci ziarniakowego zapalenia mózgu (granulomatous amoebic encephalitis) w skrócie GAE lub jako pełzakowate zapalenie rogówki ((acanthamoeba keratitis) w skrócie AK.

## Gatunki
- Acanthamoeba castellanii[2]
- Acanthamoeba culberstoni[2] (Singh i Das 1970)
- Acanthamoeba gigantea Schmoller, 1964[4]
- Acanthamoeba griffini Sawyer, 1971[4]
- Acanthamoeba hatchetti[2]
- Acanthamoeba polyphaga[2] (Puschkarew 1913)
- Acanthamoeba rhysodes[2]
- Acanthamoeba triangularis Pussard i Pons, 1977[4]